# Dr. Jekyll und Ms. Hyde
Dr. Jekyll und Ms. Hyde ist eine britisch-US-amerikanische Verfilmung aus dem Jahr 1995, die an die Erzählung Der seltsame Fall des Dr. Jekyll und Mr. Hyde von Robert Louis Stevenson aus dem Jahr 1886 anknüpft.

## Handlung
Der Urgroßvater von Dr. Richard Jacks führte vor über 100 Jahren fragwürdige medizinische Experimente durch. Jacks erbt die Laborausrüstung. Er setzt die Experimente seines Großvaters fort, woraufhin er sich in Helen Hyde verwandelt.
Hyde startet ein eigenes Berufsleben, in dem sie sich als karrierebewusst und rücksichtslos erweist. Sie kämpft gegen Jacks um die alleinige Kontrolle über den Körper.

## Kritiken
- Die Zeitschrift prisma beurteilte den Film als „überflüssige Variante des bekannten Stoffs, die nie wirklich lustig ist. Lediglich Sean Young kann als verführerische Helen Hyde überzeugen.“[1]
- James Berardinelli schrieb, nur schlechte Filme würden am ersten Wochenende im September in den Kinos starten. Der Film gehöre zu den dümmsten Verfilmungen der Literaturvorlage.[2]

## Auszeichnungen
- Goldene Himbeere 1996
  - Sean Young (Nominierung als Schlechteste Schauspielerin)
  - Jerry Leider und Robert Shapiro (Nominierung als Schlechteste Neuverfilmung oder Fortsetzung)
  - Timothy Daly und Sean Young (Nominierung als Schlechteste Filmpaarung)

## Trivia
Gedreht wurde der Film in Montreal mit einem Budget von 8 Millionen US-Dollar. Das Einspielergebnis in den USA belief sich auf 2,763 Millionen US-Dollar.